# Frutigen (gemeente)
Frutigen is een gemeente en plaats in het gelijknamige district Frutigen-Niedersimmental van het Zwitserse kanton Bern. Nabij Frutigen begint de 34 km lange Lötschberg-Basistunnel. Het dorp telt ca. 6.900 inwoners (2016) en heeft een klein vliegveld.
Frutigen herbergt sinds 2009 het zogeheten Tropenhaus, waar in kassen tropische planten en vissen worden gekweekt. De noodzakelijke warmte hiervoor geschiedt via een geavanceerd drainagesysteem middels het bergwater uit de Lötschberg-basistunnel. Het Tropenhaus, met diverse prijzen onderscheiden, is voor publiek geopend.

## Geboren
- Albert Rösti (1967), politicus
- Michael Schmid (1984), freestyleskiër
- Nadine Zumkehr (1985), beachvolleyballer
- Joël Suter (1998), wielrenner